# 公立大学法人旭川市立大学
公立大学法人旭川市立大学（こうりつだいがくほうじん あさひかわしりつだいがく）は、日本の公立大学法人。旭川市立大学、旭川市立大学短期大学部の設置者である。

## 概要
旭川市が設立団体となり、2023年（令和5年）に設立された「特定地方独立行政法人以外の地方独立行政法人」である。北海道知事による設立認可に基づき法人が設立された同年4月1日に、学校法人旭川大学 から大学・短期大学の移管を受け、旭川市立大学及び旭川市立大学短期大学部の設置者として、当該2校を設置・管理している。
初代理事長は、元旭川市副市長で前株式会社旭川振興公社代表取締役社長の髙瀬善朗が務めている。

## 沿革
参考資料：
- 2021年
  - 11月25日 - 旭川市公立大学法人準備委員会を設置。同日、旭川市議会総務常任委員会で理事長予定者（髙瀬善朗）及び学長予定者（三上隆）[注釈 3] を報告[8]。
  - 12月20日 - 第1回旭川市公立大学法人準備委員会を開催、新設の公立大学法人及び移管後の公立大学の名称などを審議[9]。
- 2022年
  - 01月17日 - 旭川市議会総務常任委員会で移管後の公立大学名称等を報告、法人名称が確定[10]。
  - 06月21日 - 旭川市議会令和4年第2回定例会において公立大学法人旭川市立大学の定款を定めることについて議決[11][12]。
  - 06月22日 - 北海道知事あてに公立大学法人旭川市立大学の設立の認可に係る申請書を提出。
  - 09月09日 - 北海道知事から公立大学法人旭川市立大学の設立が認可される[13][14]。同日、文部科学大臣から、旭川大学と旭川大学短期大学部の設置者変更（学校法人旭川大学から公立大学法人旭川市立大学へ）についても認可される。
  - 09月（日付不詳） - 法人設立及び設置者変更の認可日である9月9日の後に、学校法人旭川大学より文部科学大臣あてに、旭川大学と旭川大学短期大学部のそれぞれ「旭川市立大学」と「旭川市立大学短期大学部」への名称変更に関する届出が行われる[15]。
- 2023年04月01日 - 公立大学法人旭川市立大学を設立[16]。移管を受けて旭川市立大学及び旭川市立大学短期大学部の設置者となる。

## 設置している諸学校

### 大学
- 旭川市立大学

### 短期大学
- 旭川市立大学短期大学部

## 歴代理事長
- 髙瀬善朗（初代理事長、2023年4月1日[6][5] - 現職） - 前株式会社旭川振興公社代表取締役社長、元旭川市副市長